# کاستیونه دلا پرزولانا
کاستیونه دلا پرزولانا (به ایتالیایی: Castione della Presolana) یک کومونه در ایتالیا است که در استان برگامو واقع شده‌است. کاستیونه دلا پرزولانا ۴۲٫۶ کیلومتر مربع مساحت و ۳٬۳۷۹ نفر جمعیت دارد.

## خواهرخوانده
شهر آدناو خواهرخواندهٔ کاستیونه دلا پرزولانا هست.